# Turmaș, Hunedoara
Turmaș este un sat în comuna Mărtinești din județul Hunedoara, Transilvania, România.

## Imagini

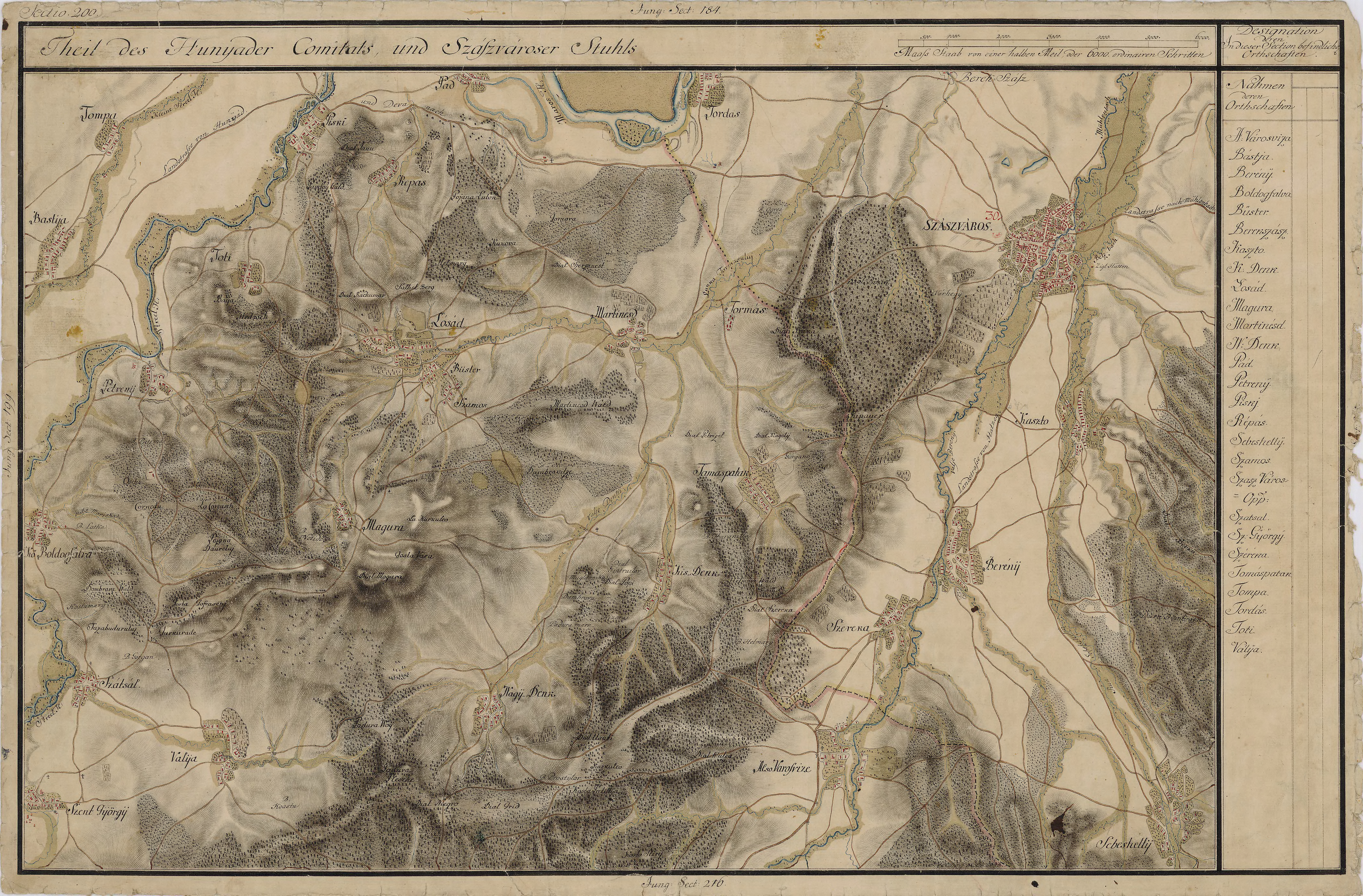
Turmaș în Harta Iosefină a Transilvaniei, 1769-1773